# 法考福環礁

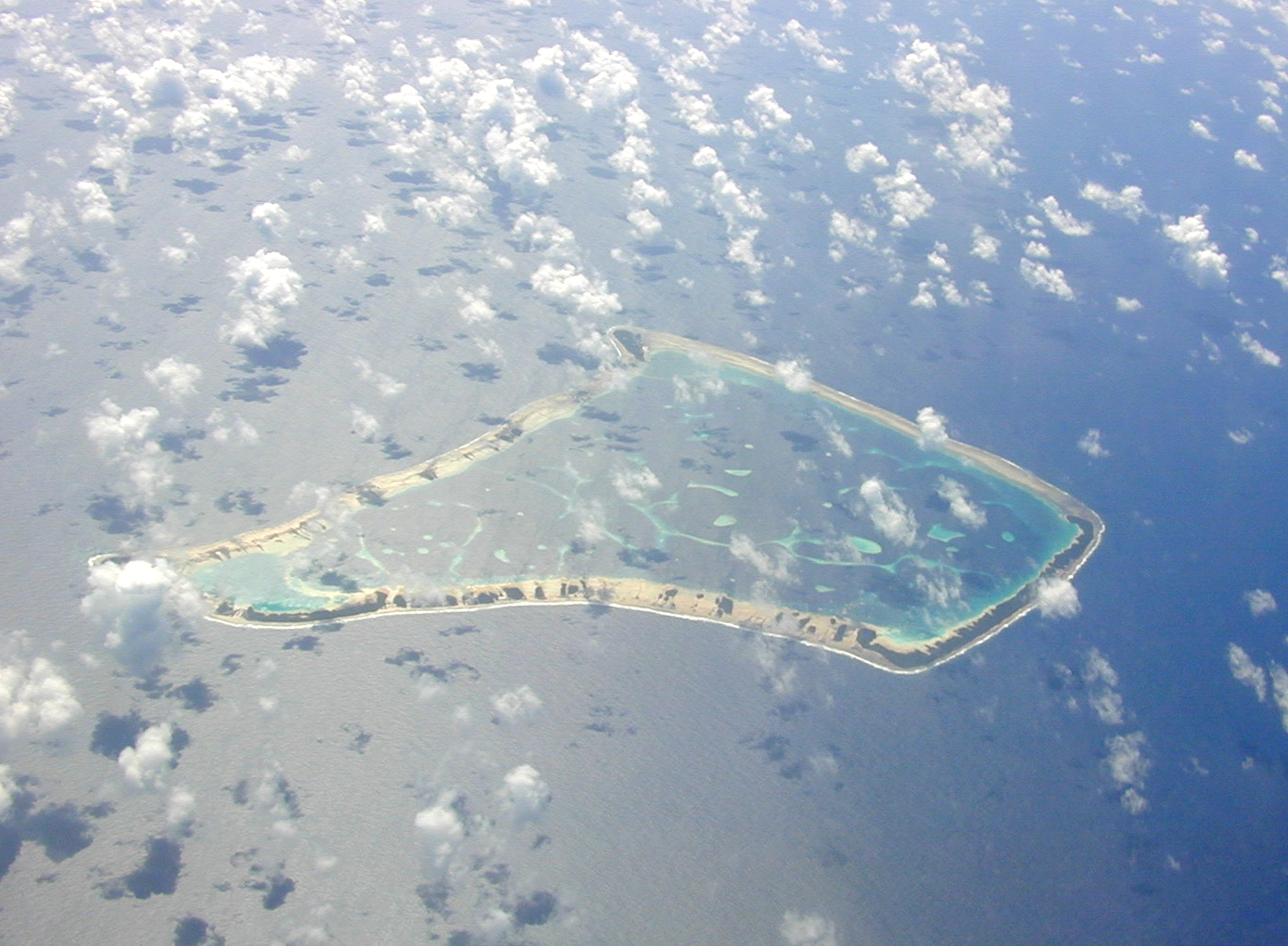

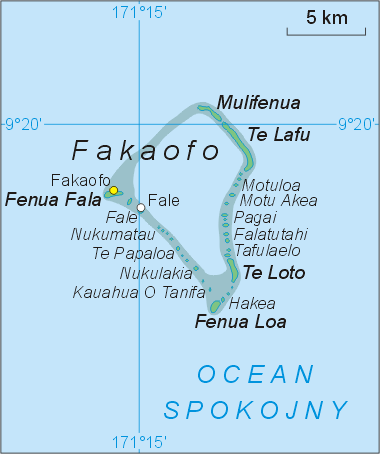

法考福環礁（英語：Fakaofo）是南太平洋的環礁，由新西兰属地托克劳管辖，由62個島嶼組成，土地面積3平方公里，潟湖面積45平方公里，2006年人口483。

## 外部連結
- Fakaofo - Chiefly island of Tokelau （页面存档备份，存于）
- Pacific Island travel

9°21′55″S 171°12′54″W / 9.36528°S 171.21500°W